# Contravention
Une contravention est une catégorie d'infractions pénales portant une atteinte faible ou modérée à l’ordre social. La contravention est punie d'une amende pouvant aller de 38 euros à 3 000 euros. 

## Par pays

### Canada
Au Canada, les contraventions sont surtout infligées par les agents de municipalités dans le cadre des infractions fixées par rapport aux règles du droit municipal. La doctrine pénale issue de l'arrêt R. c. Sault Ste-Marie n'interprète pas les contraventions municipales comme une catégorie pénale entièrement distincte, elle les inclut plutôt dans les règles relatives aux infractions pénales réglementaires provinciales, car les municipalités ne sont pas un ordre de gouvernement distinct et elles dépendent entièrement de la province (elles sont familièrement surnommées des « créatures de la province »).

### France
En France, il existe 5 types de contraventions. 
| Types de contravention          | Montant de l'amende                              |
| ------------------------------- | ------------------------------------------------ |
| Contravention de la 1ère classe | 38 € maximum                                     |
| Contravention de la 2ème classe | 150 €                                            |
| Contravention de la 3ème classe | 450 €                                            |
| Contravention de la 4ème classe | 750 €                                            |
| Contravention de la 5ème classe | 1 500 € ou 3 000 € en cas de récidive au maximum |

### Suisse
En Suisse, les infractions pénales sont classées en trois niveaux de gravité (articles 10 et 103 du Code pénal suisse) :
- contravention : infraction passible d'une amende ;
- délit : infraction pénale passible d'une peine privative de liberté de moins de trois ans ;
- crime : infraction pénale passible d'une peine privative de liberté de plus de trois ans.

L'action pénale et l'amende sont prescrites après trois ans.